# Lemme de Gauss (géométrie riemannienne)
Pour les articles homonymes, voir Théorème de Gauss.
En géométrie riemannienne, le lemme de Gauss permet de comprendre l'application exponentielle comme une isométrie radiale. Dans ce qui suit, soit M une variété riemannienne dotée d'une connexion de Levi-Civita (i.e. en particulier, cette connexion est symétrique et compatible avec la métrique de M).

## Introduction
Nous avons défini sur {\displaystyle M} l'application exponentielle en {\displaystyle p\in M} par 
{\displaystyle \exp _{p}:T_{p}M\supset B_{\epsilon }(0)\longrightarrow M,\qquad v\longmapsto \gamma (1,p,v),}
où on a dû restreindre le domaine {\displaystyle T_{p}M} de définition à une boule {\displaystyle B_{\epsilon }(0)} de rayon {\displaystyle \epsilon >0} et de centre {\displaystyle 0} pour s'assurer que {\displaystyle \exp _{p}} est bien définie et où {\displaystyle \gamma (1,p,v)} est le point {\displaystyle q\in M} atteint en suivant l'unique géodésique {\displaystyle \gamma } passant par le point {\displaystyle p\in M} avec la vitesse {\displaystyle {\frac {v}{\vert v\vert }}\in T_{p}M} sur une distance {\displaystyle \vert v\vert }. Nous remarquons très aisément que {\displaystyle \exp _{p}} est un difféomorphisme local autour de {\displaystyle 0\in B_{\epsilon }(0)}. En effet, soit {\displaystyle \alpha :I\rightarrow T_{p}M} une courbe différentiable dans {\displaystyle T_{p}M} telle que {\displaystyle \alpha (0):=0} et {\displaystyle \alpha '(0):=v}. Comme {\displaystyle T_{p}M\cong \mathbb {R} ^{n}}, il est clair qu'on peut choisir {\displaystyle \alpha (t):=vt}. Dans ce cas, par la définition de la différentielle de l'exponentielle en {\displaystyle 0} appliquée sur {\displaystyle v}, nous obtenons 
{\displaystyle T_{0}\exp _{p}(v)={\frac {\mathrm {d} }{\mathrm {d} t}}{\Bigl (}\exp _{p}\circ \alpha (t){\Bigr )}{\Big \vert }_{t=0}={\frac {\mathrm {d} }{\mathrm {d} t}}{\Bigl (}\exp _{p}(vt){\Bigr )}{\Big \vert }_{t=0}={\frac {\mathrm {d} }{\mathrm {d} t}}{\Bigl (}\gamma (1,p,vt){\Bigr )}{\Big \vert }_{t=0}=\gamma '(t,p,v){\Big \vert }_{t=0}=v.}
Le fait que {\displaystyle \exp _{p}} soit un difféomorphisme local et que {\displaystyle T_{0}\exp _{p}(v)=v} pour tout {\displaystyle v\in B_{\epsilon }(0)} nous permet d'affirmer que {\displaystyle \exp _{p}} est une isométrie locale autour de 0, i.e.
{\displaystyle \langle T_{0}\exp _{p}(v),T_{0}\exp _{p}(w)\rangle _{0}=\langle v,w\rangle _{p}\qquad \forall v,w\in B_{\epsilon }(0).}
Ceci signifie en particulier qu'il est possible d'identifier la boule {\displaystyle B_{\epsilon }(0)\subset T_{p}M} avec un petit voisinage autour de {\displaystyle p\in M}. Nous sommes déjà contents de voir que {\displaystyle \exp _{p}} est une isométrie locale, mais on aimerait bien que ce soit un peu plus que ça. Il s'avère qu'il est en fait possible de montrer que cette application est même une isométrie radiale.

## Lemme de Gauss: l'exponentielle comme isométrie radiale
Soit {\displaystyle p\in M}. Dans ce qui suit, nous faisons l'identification {\displaystyle T_{v}T_{p}M\cong T_{p}M\cong \mathbb {R} ^{n}}.
Le lemme de Gauss dit :
Soient {\displaystyle v,w\in B_{\epsilon }(0)\subset T_{v}T_{p}M\cong T_{p}M} et {\displaystyle M\ni q:=\exp _{p}(v)}. Alors, 
{\displaystyle \langle T_{v}\exp _{p}(v),T_{v}\exp _{p}(w)\rangle _{q}=\langle v,w\rangle _{p}.}
Pour {\displaystyle p\in M}, ce lemme signifie que {\displaystyle \exp _{p}\ } est une isométrie radiale dans le sens suivant : soit {\displaystyle v\in B_{\epsilon }(0)}, i.e. tel que {\displaystyle \exp _{p}\ } est bien définie. De plus, soit {\displaystyle q:=\exp _{p}(v)\in M}. Alors, l'exponentielle {\displaystyle \exp _{p}\ } reste une isométrie en {\displaystyle q\ }, et, plus généralement, tout au long de la géodésique {\displaystyle \gamma \ } (pour autant que {\displaystyle \gamma (1,p,v)=\exp _{p}(v)\ } soit bien définie). Donc, radialement, dans toutes les directions permises par le domaine de définition de {\displaystyle \exp _{p}\ }, celle-ci reste une isométrie. 

## Référence
(en) Manfredo Perdigão do Carmo, Riemannian geometry, Boston, Birkhäuser Verlag, 1992, 300 p. (ISBN 978-0-8176-3490-2)